# St. Martinus (Dom-Esch)

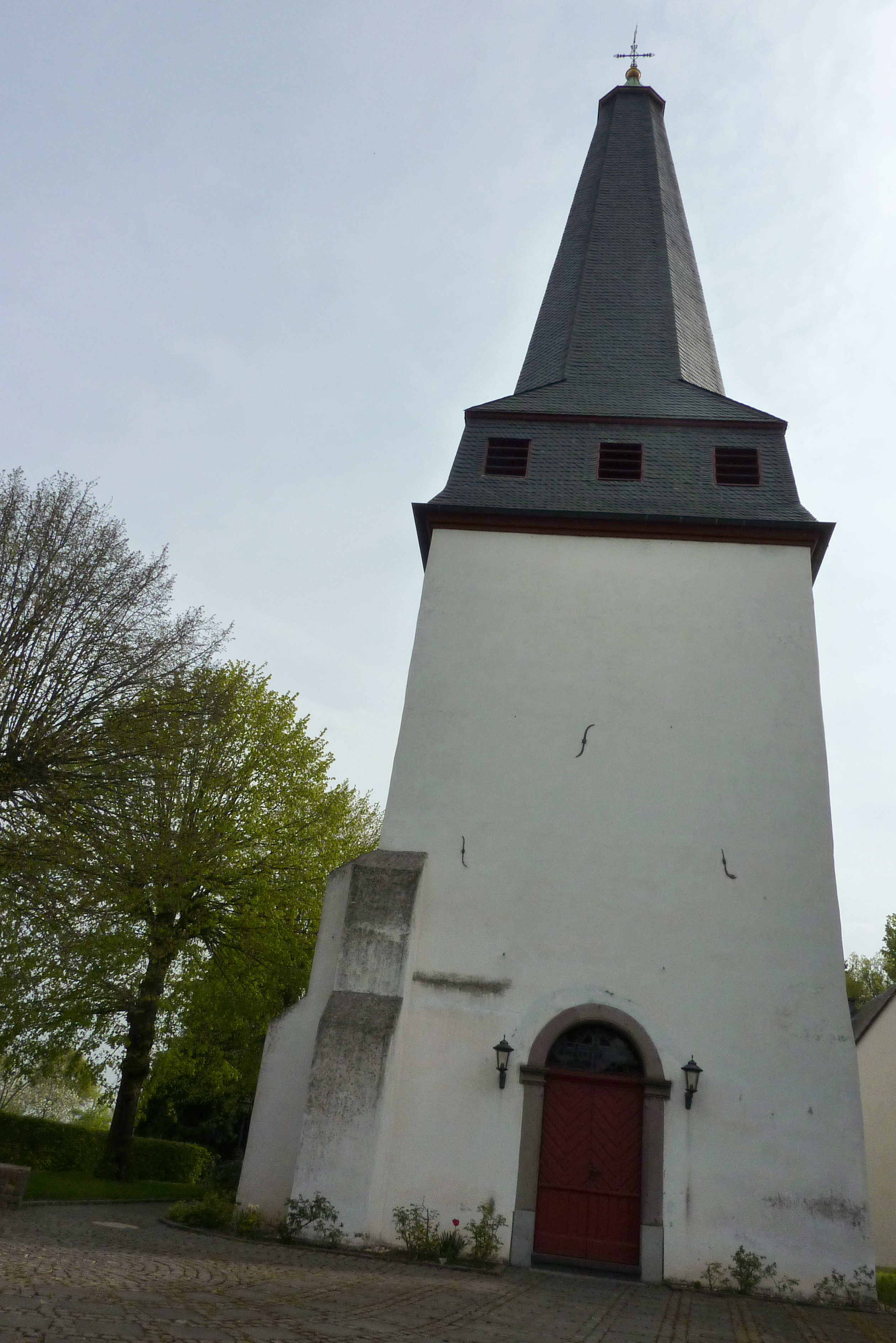
Kirche St. Martinus in Dom-Esch

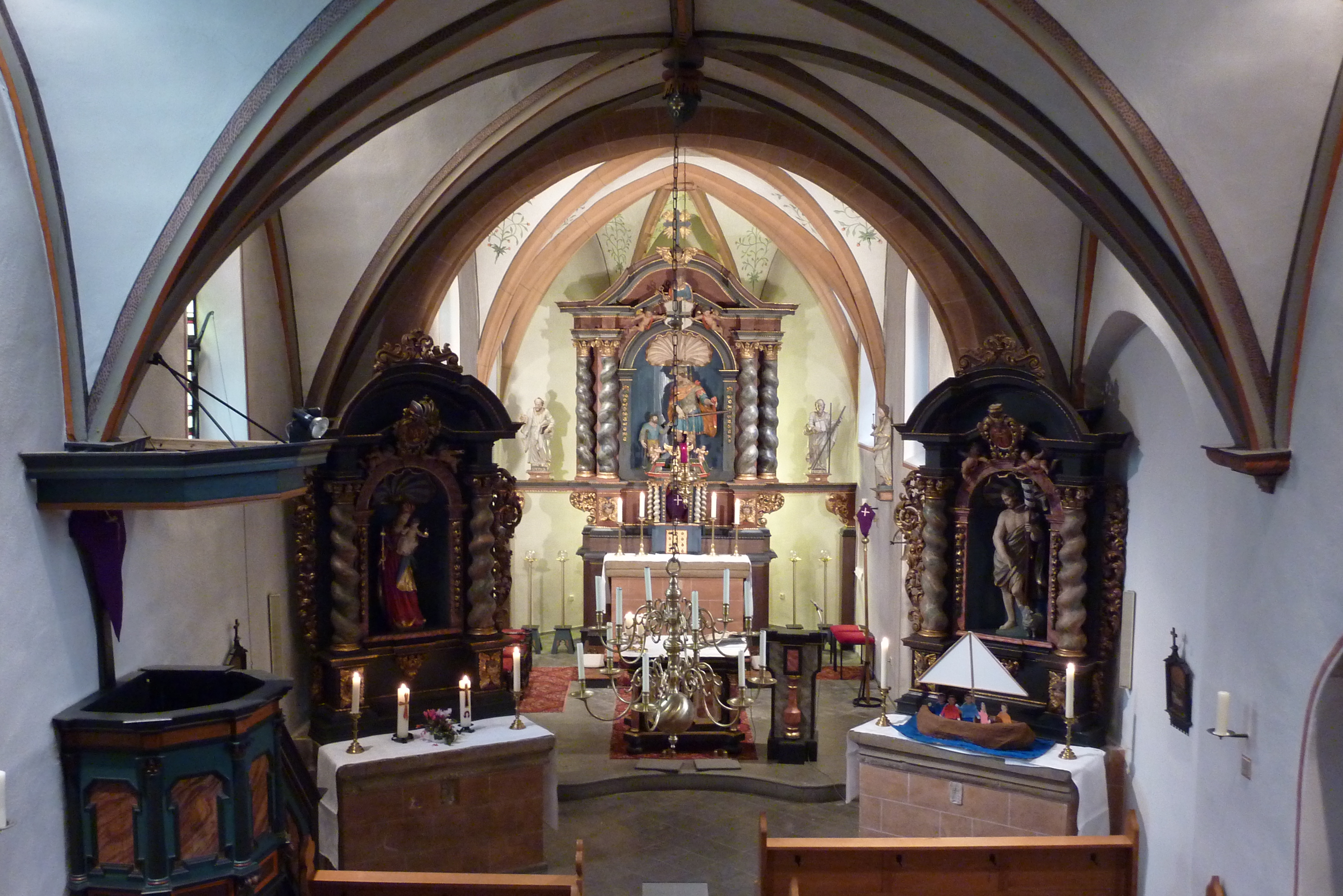
Blick von der Empore zum Chor

Die katholische Pfarrkirche St. Martinus in Dom-Esch, einem Stadtteil von Euskirchen im Kreis Euskirchen in Nordrhein-Westfalen, wurde im Mittelalter errichtet. Die dem heiligen Martin geweihte Kirche ist ein geschütztes Baudenkmal.

## Geschichte
Die Kirche entstand aus einer Kapelle eines befestigten Hofgutes, das 1273 an das Kölner Domkapitel verkauft wurde und dort bis zur Säkularisation 1803 verblieb. Im 14. Jahrhundert erweiterte das Domkapitel wahrscheinlich Haupt- und Nebenchor. Möglicherweise wurden im 16. Jahrhundert, als die Kirche baufällig geworden war, die Seitenschiffe abgebrochen und mit dem Steinmaterial die Arkaden zugemauert. Aus statischen Gründen fügte man an der Nordwand Strebepfeiler an und an der Südwand errichtete man eine Sakristei.

## Architektur
St. Martinus ist einschiffig und hat eine Breite von 6,30 Meter und eine Länge von 19 Meter. Im Westen ist der Turm vorgelagert und der Chor im Osten besitzt einen 5/8-Schluss. Das dreijochige Schiff wird von Spitzbogenfenstern beleuchtet. Das Schiff besitzt ein hölzernes und der Chor ein steinernes Kreuzrippengewölbe.

## Ausstattung
Das Chorgewölbe wurde 1990 neu ausgemalt. Größere Fragmente gotischer Wandmalerei sind an der Südwand der Sakristei und am rechten Konchenbogen erhalten geblieben.

### Altäre

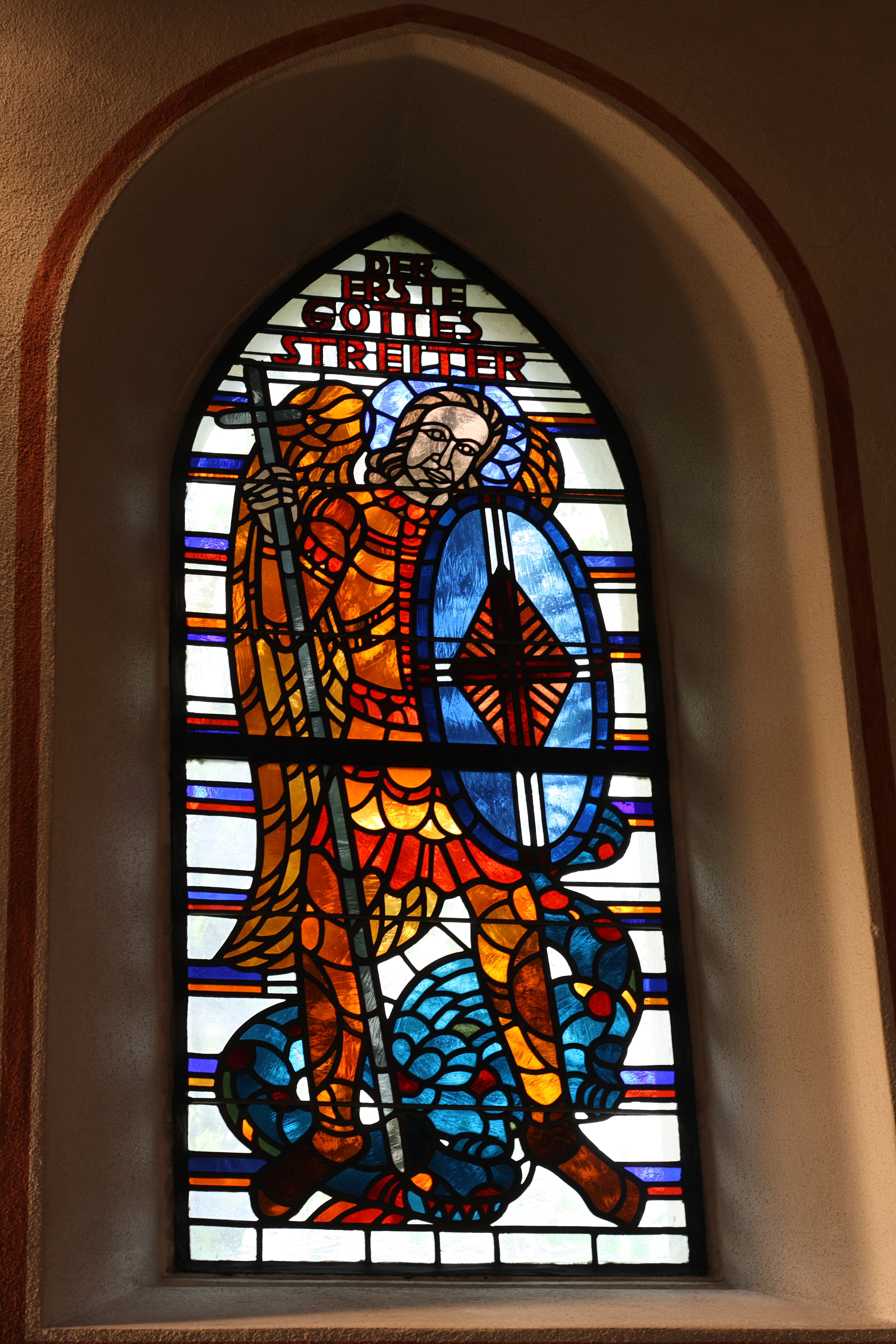
Bleiglasfenster mit der Darstellung des heiligen Michael

Der Hauptaltar, der eine Figur des heiligen Martin besitzt und darüber das Wappen des Kölner Domkapitels zeigt, nimmt die gesamte Apsishöhe ein. Er schließt die Apsis beidseitig mit Durchgängen, auf deren Sturz jeweils eine Apostelfigur steht. Die Seitenaltäre, der Marien- und Johannesaltar, befinden sich links und rechts vor dem Triumphbogen.

### Bleiglasfenster
Friedrich Lauten aus Köln schuf 1935 Bleiglasfenster mit figurativen Darstellungen. Dabei wurden die Lichtscharten im Turmuntergeschoss für das Johannes- bzw. Martinsfenster vergrößert. Bei der Turmsanierung entfernte man das Johannes- und Martinsfenster und mauerte wieder die alten Lichtscharten aus, die mit abstrakter Glasmalerei versehen wurden. Paul Weigmann schuf 1992 ein neues Martinsfenster über der Sakristeitür.

### Orgel
Franz Joseph Schorn aus Kuchenheim baute 1870 die Orgel mit zehn Registern auf zwei Manualen und angehängtem Pedal ein.

## Glocken
1989/91 wurde als vierte und größte Glocke die Petrus-Glocke in den Turm eingesetzt. Daneben gibt es die alten Glocken: St. Maria von 1414, St. Martinus von 1429 und St. Johannes von 1517.